# SN 1993M
SN 1993M – supernowa typu Ia odkryta 28 kwietnia 1993 roku w galaktyce A191301-6417. W momencie odkrycia miała maksymalną jasność 18,50m.